# Шереметьевская, Наталья Евгеньевна
Ната́лья Евге́ньевна Шереме́тьевская (10 [23] февраля 1917, Петроград — 20 сентября 2013) — артистка балета Ленинградского Малого театра, балетовед и сценарист. Кандидат искусствоведения (1972).

## Биография
Дочь потомственного русского дворянина.
Наталья Шереметьевская — ученица А. Я. Вагановой, окончила Ленинградское хореографическое училище в 1935 году и была принята в Ленинградский Малый оперный театр, где работала до 1944 года. В 1945—1949 годы — артистка Ансамбля народного танца СССР под руководством Игоря Моисеева .
В 1959 году окончила театроведческий факультет ГИТИСа. С 1964 года работала научным сотрудником московского Института истории искусств, с которым сотрудничала до 1977 года и специализировалась на работах по различным хореографическим жанрам: балет, народный и эстрадный танец.
Входила в состав жюри (в том числе и председателем) всех проходивших в России фестивалей-конкурсов «Степ-парад».
Умерла  20 сентября 2013 года.

### Семья
- Муж — Оскар Иеремеевич Эстеркин (Курганов)[2], 1907—1997) — писатель, драматург, сценарист, журналист.

## Творчество
С 1958 года публикует статьи о балете и эстрадном танце. Исследовала эстрадную хореографию, особенно развитие степа в России. По её сценарию снят телефильм «Прогулка в ритмах степа».

### Избранные публикации
Книги
- Шереметьевская Н. Е. Беседы с Сергеем Каштеляном. — М.: ИПЦ «Маска», 2010. — 360 с. — 300 экз. — ISBN 978-5-91146-453-0.
- Шереметьевская Н. Е. Длинные тени. — М.: Редакция журнала «Балет», 2007. — 490 с. — 1000 экз. — ISBN 5-901818-09-9.
- Мастера эстрады — самодеятельности : Метод. пособие / Сост., автор предисл.: Н. Шереметьевская. — М.: Искусство, 1997. — 104 с. — (Самодеят. театр : Репертуар и методика…; Вып. 3). — 63 350 экз.
- Шереметьевская Н. Е. Основные тенденции развития советского танца на эстраде в период между 1917 и 1941 годами : Автореф. дис. … канд. искусствоведения. — М., 1972. — 21 с.
- Шереметьевская Н. Е. Открытие танца (Государственный ансамбль народного танца СССР). — М., 1964.
- Шереметьевская Н. Е. Прогулка в ритмах степа. — М.: Печатное дело, 1996. — 240 с. — 10 000 экз. — ISBN 5-88763-084-1.
- Шереметьевская Н. Е. Танец на эстраде. — М.: Искусство, 1985. — 414 с. — 25 000 экз.
  - там же: Глава «Балетмейстеры-новаторы 20-х» :[О Голейзовском]. — С. 83-113.

Статьи
- Шереметьевская Н. Е. Возрождение фокинской комедии // Советский балет. — 1988. — № 3. — С. 18-19.
- Шереметьевская Н. Е. Вокально-хореографическая симфония А. Петрова «Пушкин» // МЖ. — 1980. — № 4.
- Шереметьевская Н. Встреча с новым // Московская правда : газета. — 1962, 13 июля.
- Шереметьевская Н. Е. Год 1933: снова в Большом // Балет. — 1992. — № 5-6.
- Шереметьевская Н. Е. Голейзовский на эстраде // Касьян Голейзовский : Жизнь и творчество : Ст., воспоминания, документы. — М.: Всеросс. театр. о-во, 1984. — 15000 экз.
- Шереметьевская Н. Е. Зрелость молодости [: о Ленинградском ансамбле балета под рук. Б. Эйфмана] // Театр. — 1980. — № 4. — С. 69-73.
- Шереметьевская Н. Молодые балетные театры // Советский балетный театр. 1917-1967 : [Сб.] / Ред. В. М. Красовская. — М.: Искусство, 1976. — 377 с. — 20 000 экз.
- Шереметьевская Н. Первые три года войны // Балет : журнал. — 2005. — № 3.
- Шереметьевская Н. Против течения // Смена : журнал. — 1967. — № 8.
- Шереметьевская Н. Е. Анна Редель и Михаил Хрусталев // Мастера эстрады : Александр Вертинский, Анна Редель и Михаил Хрусталев, Владимир Хенкин, Клавдия Шульженко : [Сб.] / Сост. Б. М. Поюровский. — М.: АСТ-Пресс книга, 2003. — С. 84-122. — (Актеры на все времена). — 5000 экз. — ISBN 5-7805-1052-0.
- Шереметьевская Н. Танец на эстраде // Русская советская эстрада : Кн.1-3. — М.: Искусство, 1976—1981.
- Шереметьевская Н. Чайки в полёте // Театр : журнал. — 1959. — № 11.
- Шереметьевская Н. Е. Четвёртая Ленинградская // Театр : журнал. — 1977. — № 2.
- Шереметьевская Н. Е. Эстрада и балет: взаимосвязь и взаимовлияния // Советский балет. — 1987. — № 3.

## Награды и признание
- почётный член Международного союза артистов эстрады
- заслуженный деятель Всероссийского музыкального общества[3].